# Parapyrellia oportuna
Parapyrellia oportuna är en tvåvingeart som beskrevs av Albuquerque och Guilherme A.M.Lopes 1979. Parapyrellia oportuna ingår i släktet Parapyrellia och familjen spyflugor. Inga underarter finns listade i Catalogue of Life.